# Jean Carrere-Lagarière
Jean Joseph Caprais Carrere-Lagarière est un homme politique français né le 25 septembre 1755 et mort à une date inconnue.

## Biographie
Administrateur du département, il est élu député du Gers au Conseil des Cinq-Cents le 24 germinal an V. Il est exclu après le coup d'État du 18 Brumaire.

## Sources
- « Jean Carrere-Lagarière », dans Adolphe Robert et Gaston Cougny, Dictionnaire des parlementaires français, Edgar Bourloton, 1889-1891 [détail de l’édition]